# Арчевия
Арчѐвия (на италиански: Arcevia) е малко градче и община в Централна Италия, провинция Анкона, регион Марке. Разположено е на 535 m надморска височина. Населението на общината е 4914 души (към 2010 г.).